# SŽ 711 sorozat
Az SŽ 711 sorozat egy szlovén 2'B' + B'2' tengelyelrendezésű dízel-hidraulikus motorvonat sorozat. Az SŽ üzemelteti. A sorozat megegyezik a Deutsche Bahn DB VT 24 sorozatával. Beceneve: "Zöld vonat". 1970-ben összesen 10 db-ot gyártott belőle az MBB.